# Rakowate
Rakowate (Astacidae) – rodzina skorupiaków z rzędu dziesięcionogów.

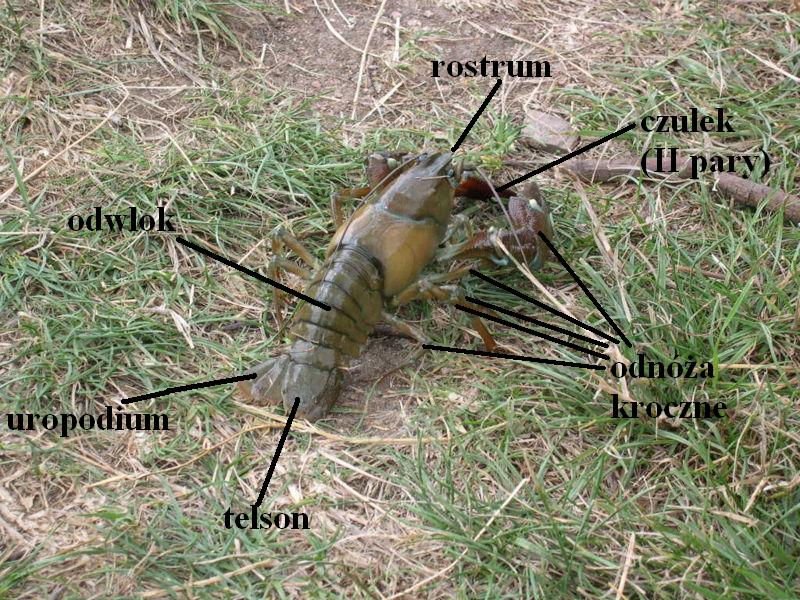

Skorupiaki te mają karapaks o regionie kardialnym i tylnym regionie gastrycznym pozbawionych listewki czy  szwu środkowo-grzbietowego. Telson jest u nich zazwyczaj przynajmniej częściowo podzielony szwem poprzecznym. Czułki drugiej pary mają zwykle po 2 kępki estet na niektórych członach bocznej gałązki (u Cambaroides po jednej). Trzy pierwsze pary pereiopodów mają podobranchia opatrzone dwupłatowymi blaszkami, niezróżnicowane na część skrzelową i epipoditową. Wzór szkrzelowy to 18 + 2r + ep lub 18 + 3r + ep. U samców ischiopodity pereiopodów pozbawione są haków, a pereiopody pierwszej pary są w częściach odsiebnych walcowato zwinięta z końcówkami w formie rurki lub dwóch łyżeczkowatych płatów. U samic brak annulus ventralis.
Samice rakowatych wytwarzają duże jaja, a wylęgnięte osobniki przypominają formy dorosłe. Samce nie wykazują cyklicznego dymorfizmu. Należące tu gatunki są słodkowodne.
Najstarsze skamieniałości rakowatych pochodzą z jury. Prawdopodobnie pojawiły się one w Azji Wschodniej i stamtąd rozprzestrzeniły na zachód, ku Europie.
Należą tu rodzaje:
- Astacus Fabricius, 1775
- Austropotamobius Skorikov, 1907
- Cambaroides Faxon, 1884
- Pacifastacus Bott, 1950
- Pontastacus Bott, 1950

W Polsce występują 3 gatunki:
- rak błotny (gatunek rodzimy)[4]
- rak szlachetny (gatunek rodzimy)[4]
- rak sygnałowy (gatunek obcy)[4]